# Basiliek Onze-Lieve-Vrouw van Luján
De basiliek Onze-Lieve-Vrouw van Luján (Spaans: Basilica de Nuestra Señora de Luján) in Luján (Argentinië) is een belangrijke toeristische trekpleister. Jaarlijks bezoeken miljoenen pelgrims de kerk. De kerk werd gewijd aan de Heilige Maagd, patroonheilige van Argentinië. De 106 meter hoge torens van de basiliek domineren zowel de stad als de omringende pampa's. De belangrijkste bezienswaardigheid in de kerk is de Maagd van Lugán, een klein beeld van Maria de Heilige Maagd dat achter het hoofdaltaar in de zogenaamde Camarin de la Virgin staat. Voor het altaar bevindt zich een replica van het beeld.

## Geschiedenis
In 1685 werd een kapel gebouwd voor een miraculeus beeldje van de Heilige Maagd. Het aantal pelgrims nam zienderogen toe en geleidelijk aan groeide rond de kapel een dorp, Luján. In 1730 werd het dorp een stad en werd de kapel een parochiekerk. De huidige neogotische kerk werd gebouwd door de Franse architect Uldéric Courtois. De bouw ervan begon op 6 mei 1890 en de nog niet geheel voltooide kerk kon worden gewijd in 1910. Paus Pius XI verleende de kerk in 1930 de status van basiliek. De bouw van de basiliek werd voltooid in 1935.
In 1975 begon een groep jonge katholieken met een pelgrimstocht vanuit Buenos Aires naar de basiliek van Luján. Sindsdien groeide de tocht uit tot een jaarlijks terugkerende traditie met steeds meer pelgrims. Op 11 juni 1982 bezocht paus Johannes Paulus II de basiliek en droeg er een Heilige Mis op die bijgewoond werd door 700.000 gelovigen. Op 25 mei 2010 woonde de Argentijnse president Cristina Fernández de Kirchner in de kerk een plechtige Te Deum mis bij ter gelegenheid van de viering van het 200-jarige jubileum van de onafhankelijkheid van Argentinië. Aan de pelgrimage van 2 oktober 2011 namen meer dan één miljoen gelovigen deel.

## Architectuur
De basiliek is gebouwd in neogotische stijl. Het schip van de kerk is 104 meter lang en 42 meter breed, het dwarsschip is 68,5 meter. De beide torens zijn 106 meter hoog en hebben elk een kruis van 6 meter hoog. Aan de gevel bevinden zich 16 beelden van de 12 apostelen en 4 evangelisten. Het roosvenster op de façade van de kerk heeft een diameter van 10 meter en beeldt de Heilige Maagd uit. In de westelijke toren hangen 2 klokken, in de oostelijke toren 15 klokken. De klokken werden gemaakt van omgesmolten wapens uit de Eerste Wereldoorlog.